# NGC 7509
NGC 7509 is een compact sterrenstelsel in het sterrenbeeld Pegasus. Het hemelobject werd op 8 augustus 1886 ontdekt door de Amerikaanse astronoom Lewis A. Swift.

## Synoniemen
- MCG 2-59-6
- ZWG 431.13
- NPM1G +14.0571
- PGC 70679